# Lacatoni
Lacatoni - Desportos, Lda. – portugalskie przedsiębiorstwo odzieżowe z siedzibą w Frossos, Braga, w dystrykcie o tej samej nazwie. Założone w 1988 roku przez grupę przyjaciół – Lacotę, Carlosa Carvalhala i António Soaresa.

## Historia
Lacatoni to portugalska międzynarodowa firma odzieżowa i sportowa, założona w Bradze w 1988 roku przez grupę przyjaciół od których pochodzi jej nazwa - La (Lacota), Ca (Carlos Carvalhal) i Toni (António Soares). Wszyscy trzej byli piłkarzami. Lacota oraz Carvalhal grali na poziomie zawodowym, a drugi obecnie jest trenerem. Toni natomiast grał na poziomie amatorskim.
Rozwój przedsiębiorstwa przypadł na lata 90. XX w. Wtedy właśnie Lacatoni została sponsorem technicznym kilku lokalnych, amatorskich klubów, a niedługo później zaczęła dostarczać sprzęt znanym portugalskim klubom. Obecnie firma posiada również akademię piłkarską prowadzoną pod tym samym adresem.

## Udział w rynku
Lacatoni powstało z myślą o rynku krajowym, aczkolwiek obecnie firma działa również za granicą. Swoje produkty eksportuje do Angoli, Belgii, Francji, Hiszpanii, Holandii, Mozambiku, Niemiec, Republiki Zielonego Przylądka, i Szwajcarii.

## Kluby sponsorowane przez Lacatoni
Poniższa lista zawiera wybrane kluby.
- Al Qadsia
- B-SAD
- AD Carregado
- CD Aves[1]
- CD Trofense
- GD Chaves
- Gil Vicente FC[2]
- FC Vizela
- SC Olhanense
- CD Costa do Sol
- Petro Atlético
- Progresso do Sambizanga

## Reprezentacje sponsorowane przez Lacatoni
- Federação Portuguesa de Futebol (stroje sędziowskie)
- Angola (stroje reprezentacji)[3]
- Mozambik (stroje reprezentacji, piłki)[4]
- Republika Zielonego Przylądka (stroje reprezentacji)
- Somaliland (stroje reprezentacji)
- Wyspy Świętego Tomasza i Książęcej (stroje reprezentacji)